# Barbie (loạt phim)
Loạt phim Barbie là một loạt phim hoạt hình có sự góp mặt của Barbie, một búp bê thời trang do công ty đồ chơi Mattel của Mỹ sản xuất. Từ năm 2002 đến năm 2017, các bộ phim được phát sóng đều đặn trên kênh truyền hình cáp Nickelodeon. Kể từ năm 2017, loạt phim bắt đầu được phát sóng trên các dịch vụ phát trực tuyến.
Loạt phim bắt đầu vào năm 2001 với việc phát hành bộ phim video Barbie: Chú lính chì. Năm tiếp theo, nhượng quyền thương mại ra mắt trên truyền hình với bộ phim thứ hai mang tên Barbie: Chuyện tình Rapunzel trên kênh Nickelodeon. Trong 15 năm sau đó, các bộ phim về Barbie được phát hành trên cả DVD và TV, đặc biệt là trên Nickelodeon. Bộ phim thứ 35 của loạt phim này mang tên Barbie: Người hùng trò chơi điện tử ra mắt năm 2017 đã đánh dấu lần cuối cùng bộ phim được phát sóng trên truyền hình.
Mười phim đầu tiên trong loạt phim đã bán được 40 triệu DVD và VHS trên toàn thế giới vào năm 2007, thu về hơn 700 triệu đô la Mỹ. Tính đến năm 2013, nhượng quyền thương mại phim đã bán được hơn 110 triệu đĩa DVD trên toàn thế giới.

## Phim
| #  | Tên                                               | Ngày ra mắt                                                 | Đạo diễn                                     | Video đã bán | Doanh thu    |
| -- | ------------------------------------------------- | ----------------------------------------------------------- | -------------------------------------------- | ------------ | ------------ |
| 1  | Barbie: Chú lính chì                              | 23 tháng 10 năm 2001                                        | Owen Hurley                                  | 110,000,000  | $700,000,000 |
| 2  | Barbie: Chuyện tình Rapunzel                      | 1 tháng 10 năm 2002                                         | Owen Hurley                                  | 110,000,000  | $700,000,000 |
| 3  | Barbie: Hồ thiên nga                              | 30 tháng 9 năm 2003                                         | Owen Hurley                                  | 110,000,000  | $700,000,000 |
| 4  | Barbie: Công chúa bất đắc dĩ                      | 28 tháng 9 năm 2004                                         | William Lau                                  | 110,000,000  | $700,000,000 |
| 5  | Barbie: Fairytopia                                | 6 tháng 3 năm 2005 (Nickelodeon) 8 tháng 3 năm 2005 (DVD)   | Walter P. Martishius                         | 110,000,000  | $700,000,000 |
| 6  | Barbie: Ngựa bay thần kỳ                          | 18 tháng 9 năm 2005 (Nickelodeon) 20 tháng 9 năm 2005 (DVD) | Greg Richardson                              | 110,000,000  | $700,000,000 |
| 7  | Barbie: Cổ tích dưới đáy biển                     | 5 tháng 3 năm 2006 (Nickelodeon) 14 tháng 3 năm 2006 (DVD)  | William Lau & Walter P. Martishius           | 110,000,000  | $700,000,000 |
| 8  | Nhật ký Barbie                                    | 30 tháng 4 năm 2006 (Nickelodeon) 9 tháng 5 năm 2006 (DVD)  | Eric Fogel                                   | 110,000,000  | $700,000,000 |
| 9  | Barbie: 12 nàng công chúa                         | 10 tháng 9 năm 2006 (Nickelodeon) 19 tháng 9 năm 2006 (DVD) | Greg Richardson                              | 110,000,000  | $700,000,000 |
| 10 | Barbie: Phép màu cầu vòng                         | 11 tháng 3 năm 2007 (Nickelodeon) 13 tháng 3 năm 2007 (DVD) | William Lau                                  | 110,000,000  | $700,000,000 |
| 11 | Barbie: Cô gái rừng xanh                          | 18 tháng 9 năm 2007                                         | Greg Richardson                              | 110,000,000  | $28,205,093  |
| 12 | Barbie: Cánh bướm cổ tích                         | 26 tháng 2 năm 2008                                         | Conrad Helten                                | 110,000,000  | $14,082,768  |
| 13 | Barbie: Lâu đài kim cương                         | 7 tháng 9 năm 2008 (Nickelodeon) 9 tháng 9 năm 2008 (DVD)   | Gino Nichelle                                | 110,000,000  | $11,643,793  |
| 14 | Barbie: Giáng sinh yêu thương                     | 4 tháng 11 năm 2008                                         | William Lau                                  | 110,000,000  | $6,626,008   |
| 15 | Barbie và khu vườn cổ tích                        | 17 tháng 3 năm 2009                                         | Conrad Helten                                | 110,000,000  | $11,088,380  |
| 16 | Barbie: 3 nàng lính ngự lâm                       | 15 tháng 9 năm 2009                                         | William Lau                                  | 110,000,000  | $19,813,585  |
| 17 | Barbie: Câu chuyện người cá                       | 2 tháng 3 năm 2010                                          | Adam L. Wood                                 | 110,000,000  | $18,295,349  |
| 18 | Barbie: A Fashion Fairytale                       | 14 tháng 9 năm 2010                                         | William Lau                                  | 110,000,000  | $19,473,444  |
| 19 | Barbie: A Fairy Secret                            | 15 tháng 3 năm 2011                                         | William Lau                                  | 110,000,000  | $14,483,518  |
| 20 | Barbie: Trường học Công chúa                      | 13 tháng 9 năm 2011                                         | Ezekiel Norton                               | 110,000,000  | $10,254,239  |
| 21 | Barbie: Giáng sinh hoàn hảo                       | 8 tháng 11 năm 2011                                         | Mark Baldo                                   | 110,000,000  | $13,019,893  |
| 22 | Barbie: Câu chuyện người cá 2                     | 27 tháng 2 năm 2012                                         | William Lau                                  | 110,000,000  | $14,840,303  |
| 23 | Barbie: Công chúa nhạc Pop                        | 11 tháng 9 năm 2012                                         | Ezekiel Norton                               | 110,000,000  | $18,959,311  |
| 24 | Barbie và đôi giày thần kỳ                        | 26 tháng 2 năm 2013                                         | Owen Hurley                                  | 581,187      | $10,843,872  |
| 25 | Barbie: Mariposa the Fairy Princess               | 27 tháng 8 năm 2013                                         | William Lau                                  | 271,194      | $5,878,488   |
| 26 | Barbie và chị gái: Câu chuyện về ngựa Pony        | 22 tháng 10 năm 2013                                        | Kyran Kelly                                  | 458,026      | $9,454,173   |
| 27 | Barbie: Công chúa ngọc trai                       | 15 tháng 2 năm 2014                                         | Ezekiel Norton                               | 368,500      | $7,580,205   |
| 28 | Barbie và cánh cổng bí mật                        | 7 tháng 8 năm 2014                                          | Karen J. Lloyd                               | 329,836      | $8,488,067   |
| 29 | Barbie: Quyền năng công chúa                      | 26 tháng 2 năm 2015                                         | Ezekiel Norton                               | 212,385      | $4,655,070   |
| 30 | Barbie và nhạc hội hoàng gia                      | 13 tháng 8 năm 2015                                         | Karen J. Lloyd                               | 131,836      | $5,006,613   |
| 31 | Barbie và chị gái: Những cuộc phiêu lưu tuyệt vời | 8 tháng 10 năm 2015                                         | Andrew Tan                                   | 69,950       | $4,171,779   |
| 32 | Barbie: Đội gián điệp                             | 15 tháng 1 năm 2016                                         | Conrad Helten                                | 190,146      | $2,961,549   |
| 33 | Barbie: Cuộc chiến ngoài không gian               | 29 tháng 8 năm 2016                                         | Andrew Tan                                   | 21,154       | $2,088,235   |
| 34 | Barbie: Hòn đảo thiên đường                       | 18 tháng 10 năm 2016                                        | Conrad Helten                                | 22,492       | $2,095,317   |
| 35 | Barbie: Thế giới trò chơi                         | 31 tháng 1 năm 2017                                         | Conrad Helten & Zeke Norton                  | TBA          | TBA          |
| 36 | Barbie: Cá heo diệu kỳ                            | 18 tháng 9 năm 2017                                         | Conrad Helten                                | TBA          | TBA          |
| 37 | Barbie: Đại phiêu lưu                             | 1 tháng 9 năm 2020                                          | Conrad Helten                                | TBA          | TBA          |
| 38 | Barbie: Chelsea và sinh nhật kỳ thú               | 16 tháng 4 năm 2021                                         | Cassandra Mackay (được ghi là Cassi Simonds) | TBA          | TBA          |
| 39 | Barbie: Big City, Big Dreams                      | 1 tháng 9 năm 2021                                          | Scott Pleydell-Pearce                        | TBA          | TBA          |
|    | Tổng                                              |                                                             |                                              | 112,656,706  | $964,009,052 |

## Các vai diễn của Barbie
| #  | Phim                                              | Vai diễn                         | Diễn viên lồng tiếng                                       | Ghi chú |
| -- | ------------------------------------------------- | -------------------------------- | ---------------------------------------------------------- | --- |
| 1  | Barbie: Chú lính chì                              | Clara                            | Kelly Sheridan                                             | |
| 2  | Barbie: Chuyện tình Rapunzel                      | Rapunzel                         | Kelly Sheridan                                             | |
| 3  | Barbie: Hồ thiên nga                              | Odette                           | Kelly Sheridan                                             | |
| 4  | Barbie: Công chúa bất đắc dĩ                      | Công chúa Anneliese / Erika      | Kelly Sheridan                                             | - Melissa Lyons (lồng tiếng giọng hát cho Anneliese) - Julie Stevens (lồng tiếng giọng hát cho Erika)      |
| 5  | Barbie: Fairytopia                                | Elina                            | Kelly Sheridan                                             | |
| 6  | Barbie: Ngựa bay thần kỳ                          | Công chúa Annika                 | Kelly Sheridan                                             | |
| 7  | Barbie: Cổ tích dưới đáy biển                     | Elina                            | Kelly Sheridan                                             | |
| 8  | Nhật ký Barbie                                    | Barbie                           | Kelly Sheridan                                             | Skye Sweetnam (lồng tiếng giọng hát cho Barbie)                                                            |
| 9  | Barbie: 12 nàng công chúa                         | Công chúa Genevieve              | Kelly Sheridan                                             | Melissa Lyons (lồng tiếng giọng hát cho Genevieve)                                                         |
| 10 | Barbie: Phép màu cầu vòng                         | Elina                            | Kelly Sheridan                                             | |
| 11 | Barbie: Cô gái rừng xanh                          | Ro / Công chúa Rosella           | Kelly Sheridan                                             | Melissa Lyons (lồng tiếng giọng hát cho Rosella)                                                           |
| 12 | Barbie: Cánh bướm cổ tích                         | Elina / Mariposa                 | - Kelly Sheridan (Elina) - Chiara Zanni (Mariposa)         | |
| 13 | Barbie: Lâu đài kim cương                         | Liana / Alexa                    | Kelly Sheridan                                             | Melissa Lyons (lồng tiếng giọng hát cho Liana and Eden)                                                    |
| 14 | Barbie: Giáng sinh yêu thương                     | Eden Starling                    | - Kelly Sheridan (Barbie) - Morwenna Banks (Eden Starling) | Melissa Lyons (lồng tiếng giọng hát cho Liana and Eden)                                                    |
| 15 | Barbie và khu vườn cổ tích                        | Barbie                           | Kelly Sheridan                                             | |
| 16 | Barbie: 3 nàng lính ngự lâm                       | Corinne                          | Kelly Sheridan                                             | |
| 17 | Barbie: Câu chuyện người cá                       | Merliah Summers                  | Kelly Sheridan                                             | Melissa Lyons (lồng tiếng giọng hát cho Merliah)                                                           |
| 18 | Barbie: A Fashion Fairytale                       | Barbie                           | Diana Kaarina                                              | |
| 19 | Barbie: A Fairy Secret                            | Barbie                           | Diana Kaarina                                              | |
| 20 | Barbie: Trường học Công chúa                      | Blair Willows / Công chúa Sophia | Diana Kaarina                                              | |
| 21 | Barbie: Giáng sinh hoàn hảo                       | Barbie                           | Diana Kaarina                                              | Jennifer Waris (lồng tiếng giọng hát cho Barbie)                                                           |
| 22 | Barbie: Câu chuyện người cá 2                     | Merliah Summers                  | Kelly Sheridan                                             | |
| 23 | Barbie: Công chúa nhạc Pop                        | Công chúa Tori / Keira           | Kelly Sheridan                                             | - Jennifer Waris (lồng tiếng giọng hát cho Tori) - Ashleigh Ball (nói) và Tiffany Giardina (hát) cho Keira |
| 24 | Barbie và đôi giày thần kỳ                        | Kristyn Farraday                 | Kelly Sheridan                                             | |
| 25 | Barbie: Mariposa the Fairy Princess               | Mariposa                         | Kelly Sheridan                                             | |
| 26 | Barbie và chị gái: Câu chuyện về ngựa Pony        | Barbie                           | Kelly Sheridan                                             | |
| 27 | Barbie: Công chúa ngọc trai                       | Công chúa Lumina                 | Kelly Sheridan                                             | |
| 28 | Barbie và cánh cổng bí mật                        | Công chúa Alexa                  | Kelly Sheridan                                             | Brittany McDonald (lồng tiếng giọng hát cho Alexa)                                                         |
| 29 | Barbie: Quyền năng công chúa                      | Công chúa Kara / Super Sparkle   | Kelly Sheridan                                             | |
| 30 | Barbie và nhạc hội hoàng gia                      | Công chúa Courtney               | Kelly Sheridan                                             | Jordyn Kane (lồng tiếng giọng hát cho Courtney)                                                            |
| 31 | Barbie và chị gái: Những cuộc phiêu lưu tuyệt vời | Barbie                           | Kelly Sheridan                                             | |
| 32 | Barbie: Đội gián điệp                             | Barbie                           | Erica Lindbeck                                             | |
| 33 | Barbie: Cuộc chiến ngoài không gian               | Barbie / Công chúa Starlight     | Erica Lindbeck                                             | |
| 34 | Barbie và chị gái: Hòn đảo thiên đường            | Barbie                           | Erica Lindbeck                                             | |
| 35 | Barbie: Giải cứu thế giới trò chơi                | Barbie                           | Erica Lindbeck                                             | |
| 36 | Barbie: Cá heo diệu kỳ                            | Barbie                           | Erica Lindbeck                                             | |
| 37 | Barbie: Đại phiêu lưu                             | Barbie                           | America Young                                              | |
| 38 | Barbie: Chelsea và sinh nhật kỳ thú               | Barbie                           | America Young                                              | |
| 39 | Barbie: Big City, Big Dreams                      | Barbie (Malibu)                  | America Young                                              | |